# Goniec Częstochowski
Goniec Częstochowski – polski dziennik kulturalno-społeczny o orientacji endeckiej wydawany przez Franciszka Dionizego Wilkoszewskiego w latach 1906–1939. Goniec Częstochowski był jedną z nielicznych polskich gazet prenumerowanych przez Bibliotekę Watykańską.

## Historia
1 marca 1906 roku Wilkoszewski założył dziennik „Wiadomości Częstochowskie. Dziennik”, którego został redaktorem naczelnym. Kilka miesięcy później gazetę przemianowano na „Dziennik Częstochowski”, a od 1 stycznia 1907 roku na „Goniec Częstochowski” i w tej formie ukazywała się do wybuchu II wojny światowej. Sam Wilkoszewski pisywał w swojej gazecie pod pseudonimem Igrek artykuły i cotygodniowe felietony Przez niebieskie okulary, a pod nazwiskiem T. Haski Z tygodnia na tydzień. Początkowo gazeta była drukowana i składana ręcznie, ale w wyniku modernizacji wydawnictwo stało się jednym z najnowocześniejszych w Polsce. W 1923 roku oddano przy al. NMP 52 w Częstochowie nową drukarnię, którą udekorowano elementami z brązu: płaskorzeźbą Świętej Rodziny przy pracy oraz popiersiem Jana Gutenberga autorstwa Władysława Rudlickiego. Na początku lat trzydziestych właściciel wyposażył drukarnię w nowy sprzęt, dzięki czemu zaczęto drukować w wydawnictwie także “Niedzielę”, “Świat szkolny”, „Czasopismo Literackie” i inne.
Ostatni numer niezależnego „Gońca Częstochowskiego” ukazał się 2 września 1939 roku i informował o wybuchu II wojny światowej. Gdy Niemcy zajęli miasto, wydawnictwo i zakłady drukarskie wznowiły działalność, a „Goniec Częstochowski” zaczął wychodzić jako gazeta niemiecka z proniemieckim zespołem redakcyjnym już od 14 września 1939 roku. Od 4 listopada 1939 roku gazeta była wydawana jako Kurier Częstochowski.